# 木得
木得（1311年—1390年11月11日），字自然，号恒忠，纳西族名阿甲阿得（A-chia A-te），是丽江第七代土司，也是第一位获赐姓“木”的土司。
阿甲阿得是土司阿烈阿甲的长子。大约在元朝末年，阿烈阿甲病死，阿甲阿得继承了通安州知州之职，后升丽江宣抚司副使。
1382年，傅友德、沐英率明朝军队攻入云南。阿甲阿得率先投诚，並因敬佩沐英，改姓沐，但明太祖赐其木姓。翌年被任命为丽江府知府。此后参加了攻打元梁王势力的战争，相继攻下了北胜府、石门关、铁桥城等地。西番部落酋长卜劫攻打丽江，木得遣长子木初将其击退。明太祖对其战功大为嘉奖，任命他为世袭土司，授中顺大夫。
1384年，遣子木初平定刀寇。1386年，巨津州知州（土司）阿奴聪叛乱，木得与子木初一起，跟随陆仲亨进行讨伐，于1387年成功平叛。
1390年逝世，其长子木初嗣位。
1412年，因子木初的战功，木得被追封为中宪大夫，其妻阿室社亦受封恭人。

## 家族
- 父：阿烈阿甲
- 母：阿室园（佉母）

- 弟（六人）：
  - 同母弟：
    - 阿甲阿佉
    - 阿甲阿牙
    - 阿甲阿见

  - 异母弟：
    - 阿甲阿从
    - 阿甲阿歹
    - 阿甲阿昌
- 妹（四人）：
  - 阿甲阿梅（嫁剌土）
  - 阿甲阿地（嫁托甸土酋阿地尧）
  - 阿甲阿交（嫁甸起阿生）
  - 阿甲阿于（嫁吴烈里土酋阿束土）

- 妻：
  - 阿室社（和略哥之女）
  - 继室，名不详

- 子：
  - 木初（阿得阿初，阿室社子）
  - 木奎（阿得阿亏，阿室社子）
  - 木笙（阿得阿寺，阿室社子）
  - 木萋（阿得阿七，继室子）
- 女：
  - 木氏禄（阿得阿鲁，嫁大具和麻照）
  - 木氏殊（阿得阿鼠，嫁束和土酋阿奇）
  - 木氏容（阿得阿羊，嫁吴烈里土百户阿土思）